# ساموئل موریل
ساموئل موریل (انگلیسی: Samuel P. Morrill؛ ۱۱ فوریه ۱۸۱۶ – ۴ اوت ۱۸۹۲ (۵۶ سال)) یک سیاست‌مدار اهل ایالات متحده آمریکا بود. موریل در سال ۱۸۶۸ بعنوان یک جمهوری خواه به مجلس ایالات متحده آمریکا راه یافت. وی در ۴ اوت ۱۸۹۲ درگذشت و در گورستان هیل در چسترویل، مین به خاک سپرده شد.